# Tour de France de 1914
O Tour de France 1914 foi a décima segunda versão da Volta a França.
Iniciado no dia 28 de Junho e concluiu-se em 26 de Julho de 1914. A corrida foi composta por 15 etapas, no total de 5.405 km, que foram percorridos com uma média de 27,028 km/h pelo vencedor.
Iniciaram a competição 145 ciclistas chegaram a Paris 54 competidores.
A largada foi dada em Saint-Cloud e a chegada aconteceu em Parc des Princes.
No dia do início da prova, Franz Ferdinand, Arqueduque da Austria foi assassinado em Sarajevo, ocasionando o início da 1ª Guerra Mundial. Em 3 de agosto, a Alemanha invadiu a Bélgica e declarou guerra à França. A competição foi suspensa por cinco anos, sendo retomada em 1919.

## Resultados

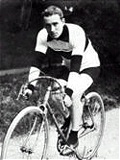
Philippe Thys
ciclista belga (1890-1971)
vencedor da competição.

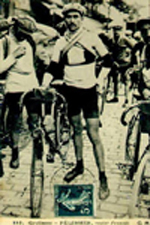
Henri Pélissier
ciclista francês (1889-1935)
2º colocado da competição.

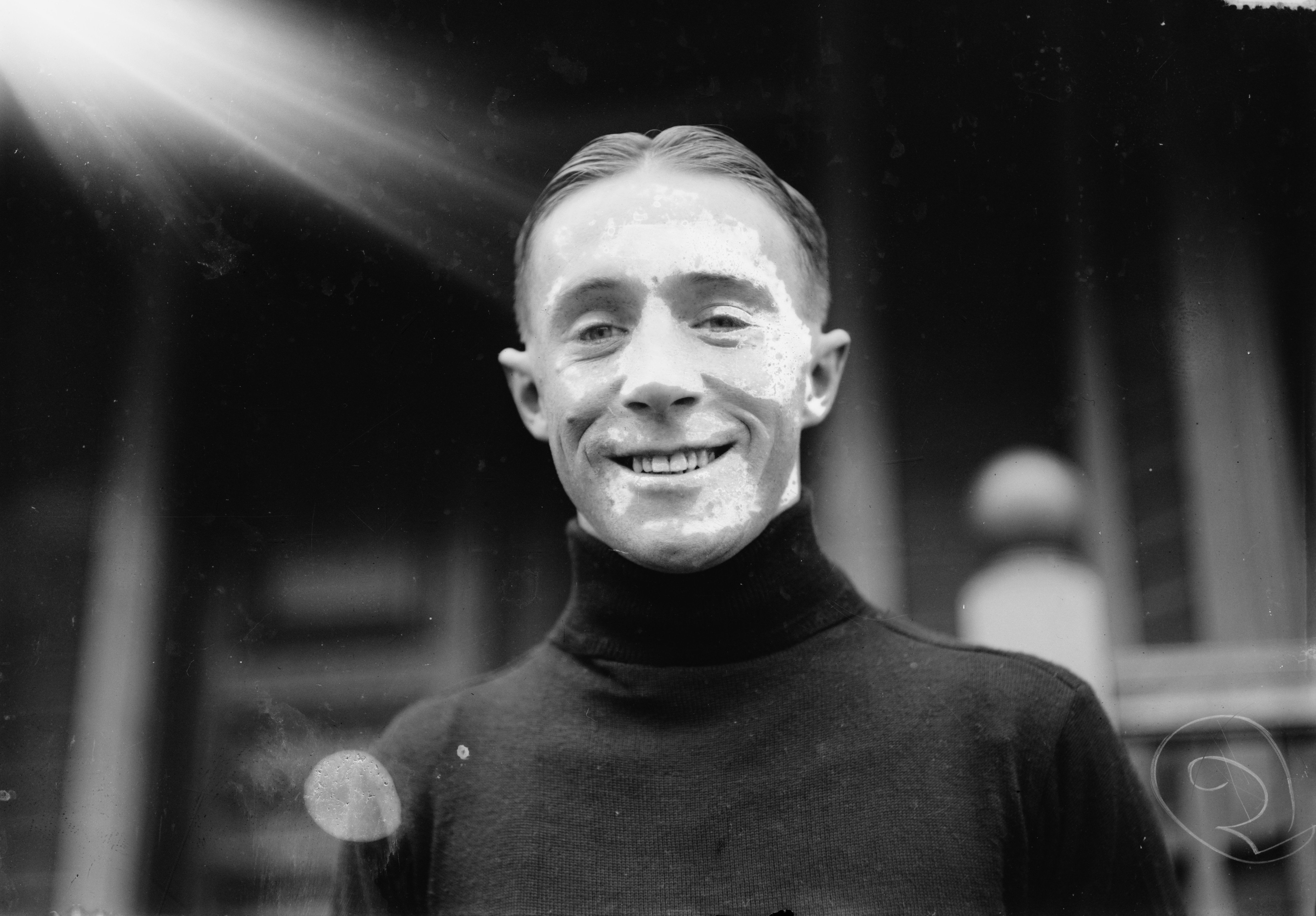
Oscar Egg
ciclista suiço (1890-1961)
vencedor de duas etapas.

### Classificação geral
| Posição | Nome             | País       | Tempo velocidade média     |
| ------- | ---------------- | ---------- | -------------------------- |
| 1       | Philippe Thys    | Bélgica    | 200h 28' 48" (27,028 km/h) |
| 2       | Henri Pélissier  | França     | 1' 50"                     |
| 3       | Jean Alavoine    | França     | 36' 53"                    |
| 4       | Jean Rossius     | Bélgica    | 1h 57' 05"                 |
| 5       | Gustave Garrigou | França     | 3h 00' 21"                 |
| 6       | Émile Georget    | França     | 3h 20' 59"                 |
| 7       | Alfons Spiessens | Bélgica    | 3h 53' 55"                 |
| 8       | Firmin Lambot    | Bélgica    | 5h 08' 54"                 |
| 9       | François Faber   | Luxemburgo | 6h 15' 53"                 |
| 10      | Louis Heusghem   | Bélgica    | 7h 49' 02"                 |

### Etapas
| Etapa | Data        | Percurso             | km  | Vencedor da etapa | Líder classificação geral  |
| 1ª    | 28 de junho | Paris - Le Havre     | 388 | Philippe Thys     | Philippe Thys              |
| 2ª    | 30 de junho | Le Havre - Cherburgo | 364 | Jean Rossius      | Philippe Thys Jean Rossius |
| 3ª    | 3 de julho  | Cherburgo - Brest    | 405 | Émile Engel       | Philippe Thys Jean Rossius |
| 4ª    | 5 de julho  | Brest - La Rochelle  | 470 | Oscar Egg         | Philippe Thys Jean Rossius |
| 5ª    | 7 de julho  | La Rochelle - Baiona | 379 | Oscar Egg         | Philippe Thys Jean Rossius |
| 6ª    | 8 de julho  | Baiona - Luchon      | 326 | Firmin Lambot     | Philippe Thys              |
| 7ª    | 10 de julho | Luchon - Perpignan   | 323 | Jean Alavoine     | Philippe Thys              |
| 8ª    | 12 de julho | Perpignan - Marselha | 370 | Octave Lapize     | Philippe Thys              |
| 9ª    | 14 de julho | Marselha - Nice      | 338 | Jean Rossius      | Philippe Thys              |
| 10ª   | 16 de julho | Nice - Grenoble      | 333 | Henri Pélissier   | Philippe Thys              |
| 11ª   | 18 de julho | Grenoble – Genebra   | 325 | Gustave Garrigou  | Philippe Thys              |
| 12ª   | 20 de julho | Genebra - Belfort    | 335 | Henri Pélissier   | Philippe Thys              |
| 13ª   | 22 de julho | Belfort - Longwy     | 325 | François Faber    | Philippe Thys              |
| 14ª   | 24 de julho | Longwy - Dunkerque   | 390 | François Faber    | Philippe Thys              |
| 15ª   | 26 de julho | Dunkerque - Paris    | 340 | Henri Pélissier   | Philippe Thys              |

CR = Contra-relógio individual
CRE = Contra-relógio por equipes